# جورج ريتشارد ماريك
جورج ريتشارد ماريك (بالإنجليزية: George Richard Marek)‏ هو كاتب سير وصحفي أمريكي، ولد في 13 يوليو 1902، وتوفي في 7 يناير 1987.

## وصلات خارجية
- جورج ريتشارد ماريك على موقع ميوزك برينز (الإنجليزية)